# Cesare Sanfilippo
Cesare Sanfilippo (Palermo, 6 aprile 1911 – Catania, 27 agosto 2000) è stato un giurista italiano.

## La carriera accademica sino al rettorato
Laureatosi, appena ventenne, in giurisprudenza all'Università di Palermo nel 1931, diviene professore di diritto romano presso l'Università degli Studi di Camerino. Nel 1935 gli viene assegnata la cattedra della medesima materia presso l'Università degli Studi di Catania. Preside della facoltà di Giurisprudenza catanese dal 1944 al 1950.

## 1950-1974: Rettore dell'Università di Catania
Ad appena trentanove anni viene eletto Magnifico Rettore dell'ateneo etneo, rimanendo in carica per quasi sei lustri. Innumerevoli sono gli atti compiuti durante il suo longevo mandato: la costruzione ed inaugurazione della cittadella universitaria con il Policlinico e la Scuola di infermieri professionali, ed altresì l'istituzione delle facoltà di Ingegneria e Scienze Politiche; la statalizzazione della facoltà di Agraria; la Scuola di perfezionamento in Archeologia e Storia del Dramma Antico (con sede a Siracusa); la Tipografia Universitaria; l'avvio per l'acquisto dell'abbazia dei benedettini per la facoltà di Lettere e quello per l'istituzione nella Città universitaria del Laboratorio nazionale di Fisica Nucleare; ed altro ancora.

## La carriera in ambito giuridico
Al di fuori dell'ambito universitario fu componente del Consiglio di Giustizia Amministrativa della Regione Siciliana dal 1956 al 1968. Membro della Commissione per la riforma della Costituzione di San Marino (1971), incarico per il quale fu insignito del titolo di Gran Ufficiale dell'Ordine di Sant'Agata, santa patrona di Catania e compatrona della Repubblica di San Marino.

## Le onorificenze e riconoscimenti
Insignito della Medaglia d'oro ai benemeriti della scuola e della cultura, fu socio delle Accademie di Scienze, Lettere ed Arti di Palermo, Napoli ed Acireale. Componente italiano del Comitato permanente del Bureau della Conferenza dei Rettori delle Università Europee. Per i suoi lavori scientifici conseguì nel 1939 un premio dell'Accademia d'Italia e nel 1961 un "premio della cultura" della Presidenza del Consiglio dei Ministri. Nel 1958 venne insignito del prestigioso titolo di Cavaliere di Gran Croce al merito della Repubblica e nel 1987 divenne Professore emerito dell'Università etnea.

## Onorificenze straniere

#### Lauree Honoris Causa
- Università di Losanna (1954)